# アドリアーン・ファン・スタルベムト
アドリアーン・ファン・スタルベムト（Adriaen van Stalbemt 、名前の綴りは Adriaan 、姓の綴りは Stalbemptとも。1580年6月12日 - 1662年9月21日）は、フランドルの画家である。宗教や神話を題材にした作品や寓意画、風景画を描いた 。

## 略歴
フランドルの画家の伝記『Gulden Cabinet（1662年）』の著者、コルネリス・デ・ビー (Cornelis de Bie)によれば、アドリアーン・ファン・スタルベムトはアントウェルペンで1580年の生まれとしているが、プロテスタントであったためアントウェルペンでの洗礼の記録はない。1585年8月にアントウェルペンがスペイン軍に降服した後、家族とミデルブルフに移った。ミデルブルフで画家の修行をしたと考えられている。スペインとの休戦が結ばれた1609年以降にアントウェルペンに戻り、1610年にアントウェルペンの聖ルカ組合にマスターとして入会が認められた 。1613年に画商の娘と結婚し、画家として成功することができた。 1617年には聖ルカ組合の役員に選ばれた。
コルネリス・デ・ビーによれば、イングランド国王チャールズ1世に招かれて、1633年に約10か月間、ロンドンで活動し、ロイヤル・コレクションにはグリニッジの風景を描いたファン・スタルベムトの作品が収蔵されている。
「キャビネット絵画」と呼ばれる比較的小さなサイズの絵画を描いた。ピーテル・ブリューゲル (子)といった画家たちとの共作も行い、人物を担当した。

## 作品

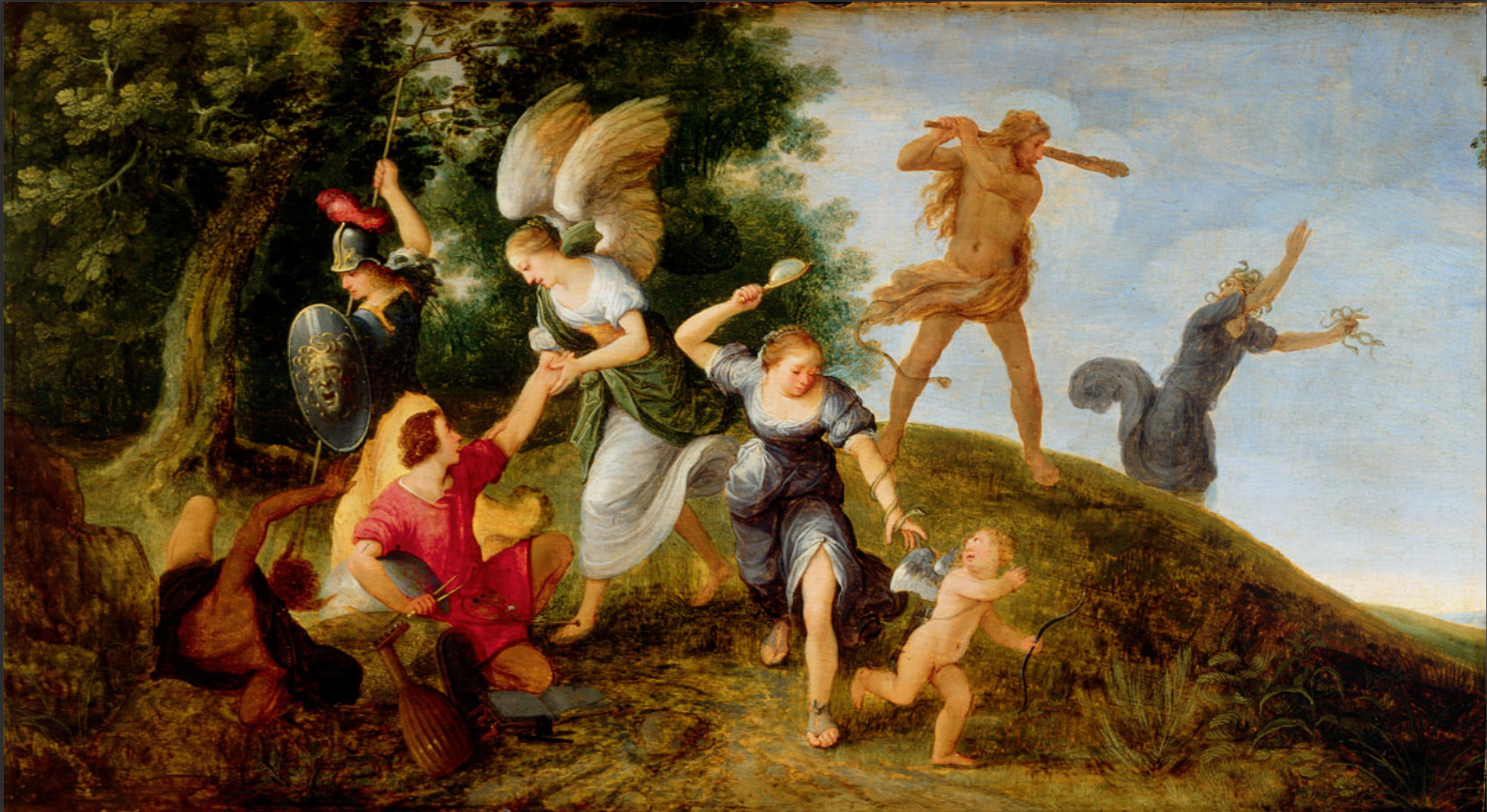
若い芸術家の保護者 ブダペスト美術館
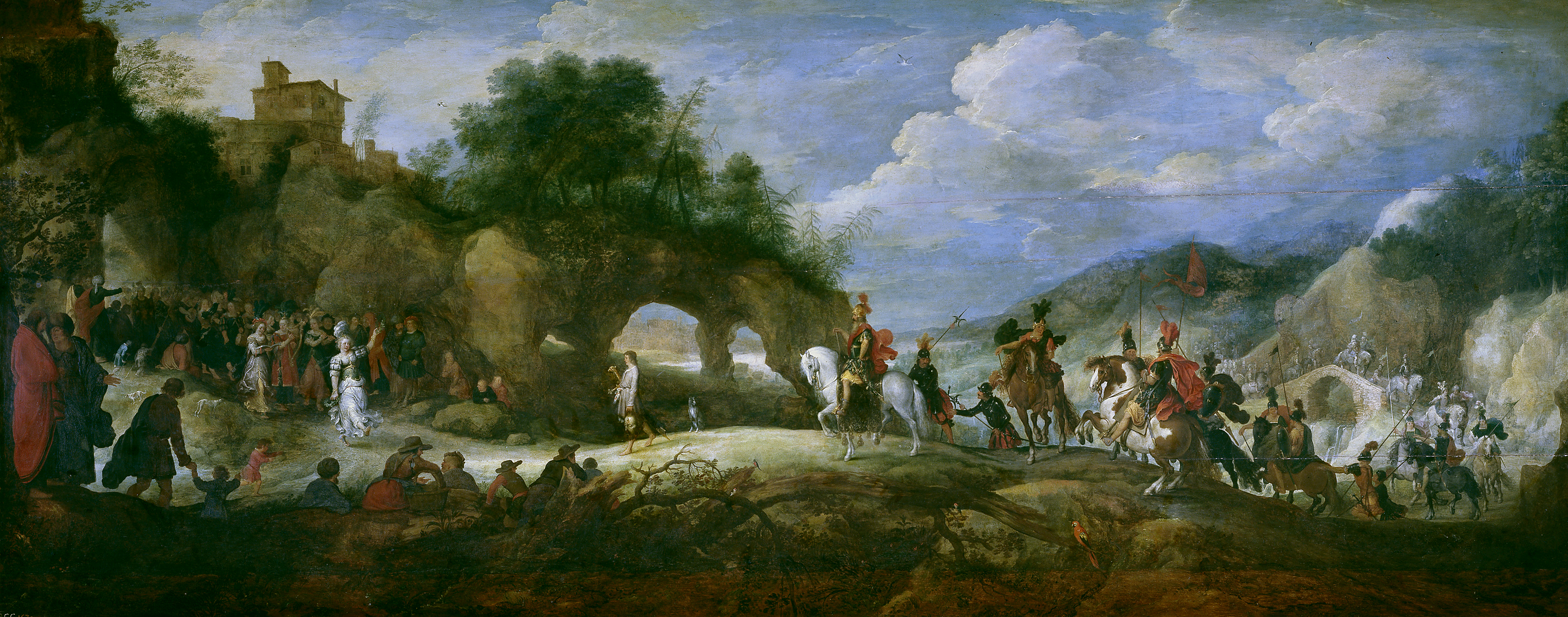
ピーテル・ブリューゲル (子)と共作、ゴリアテを退治して戻ったダビデを歓迎するイスラエルの女性

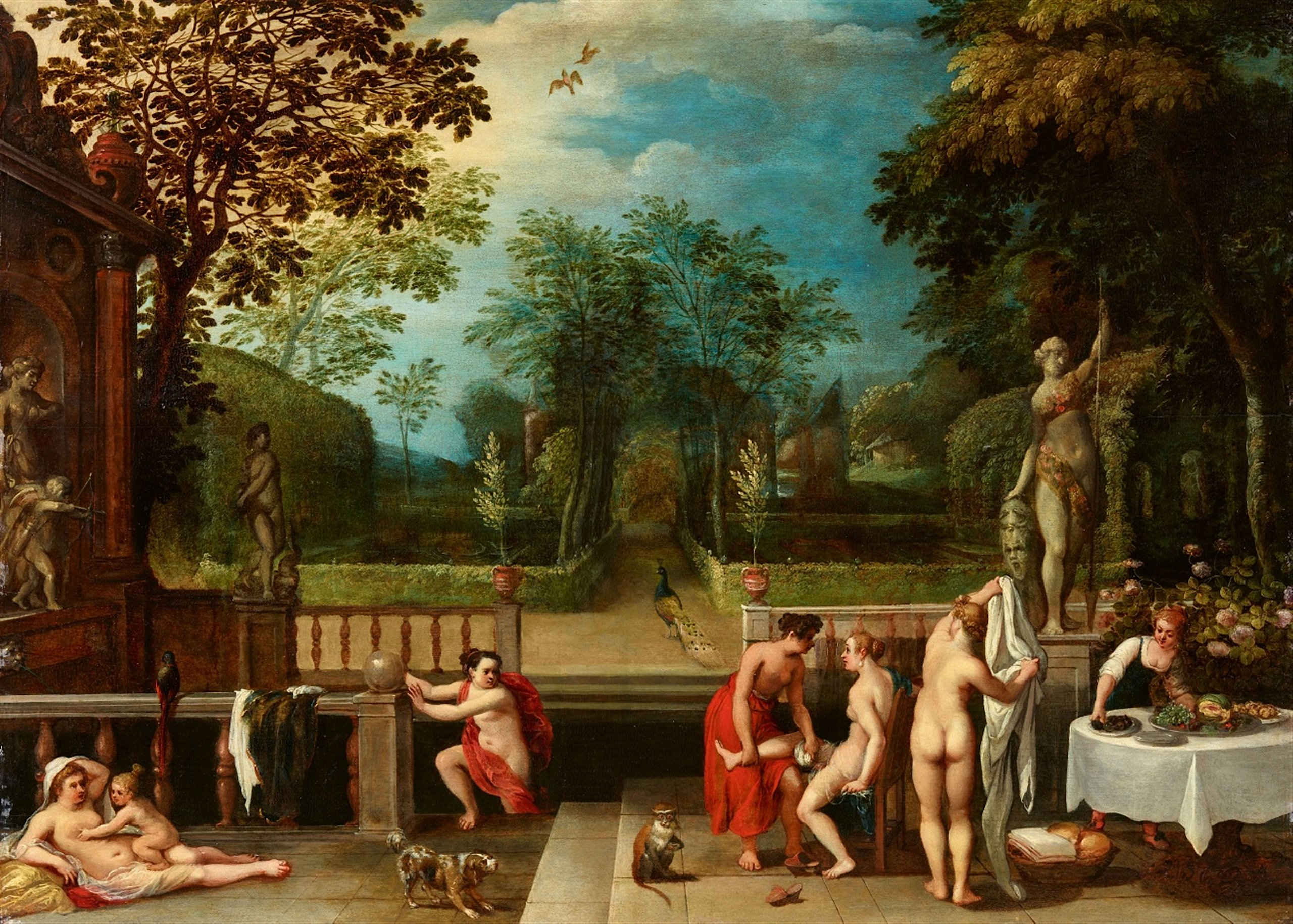
水浴するニンフのいる風景画
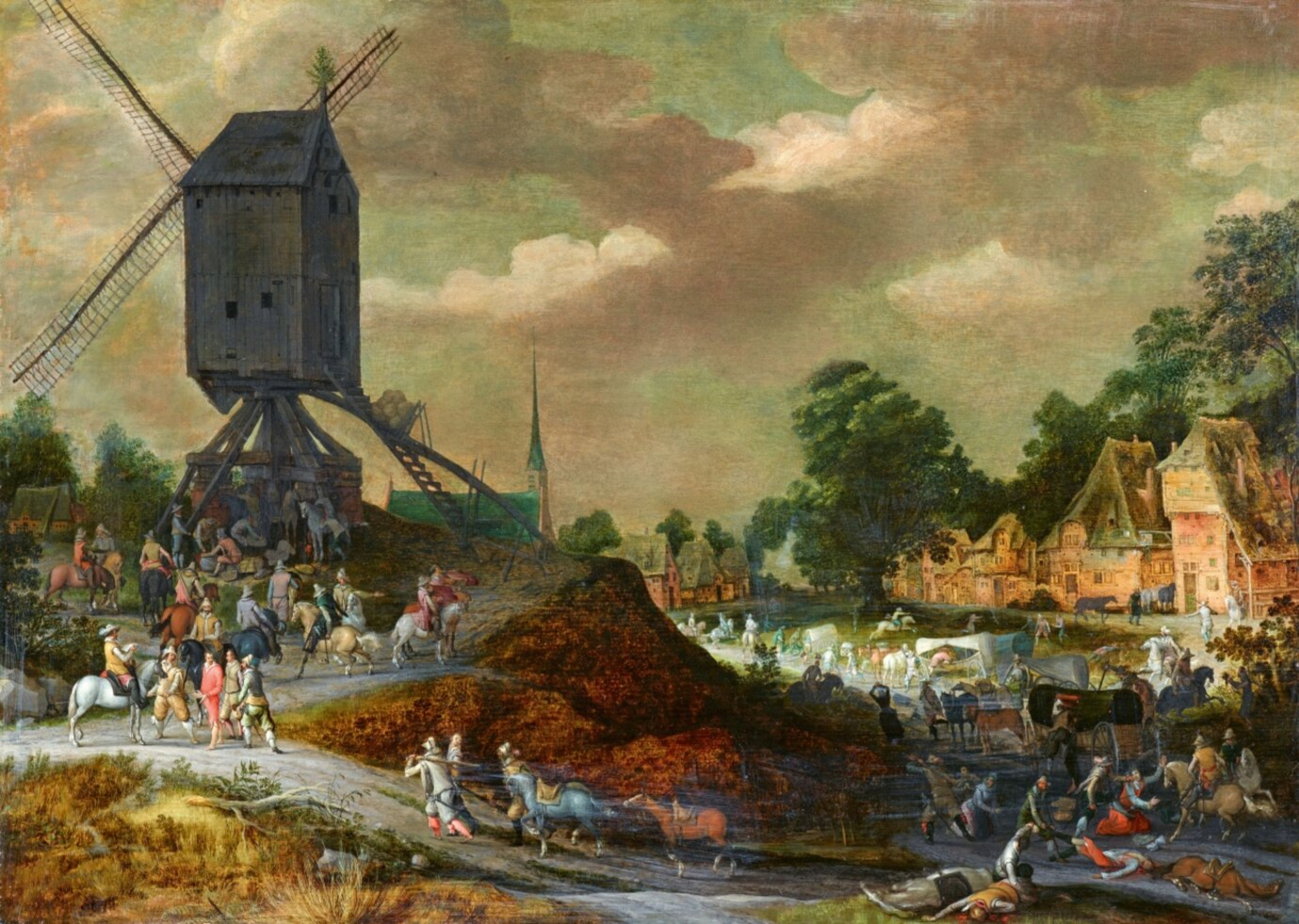
岸辺の風車小屋
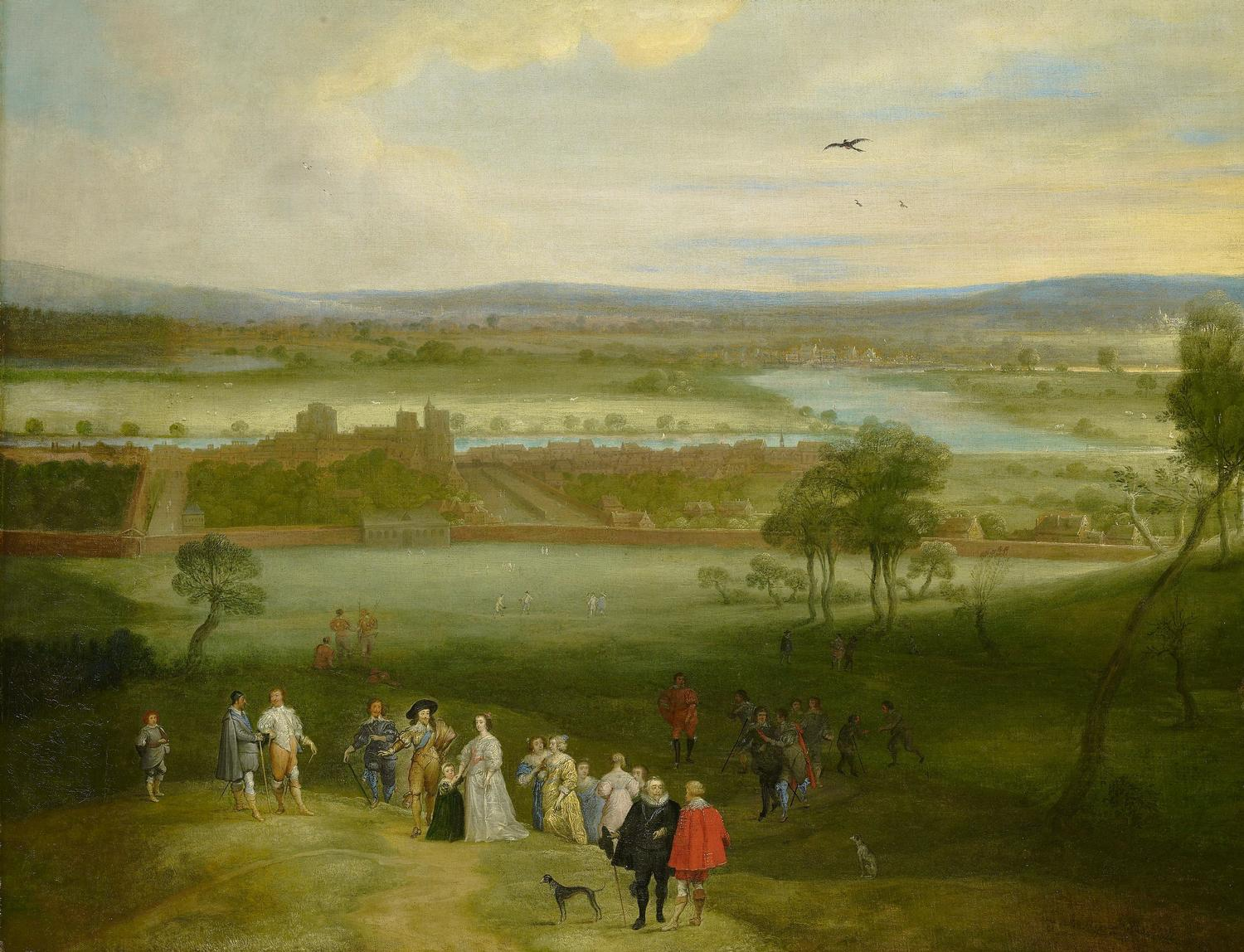
グリニッ１ジの風景
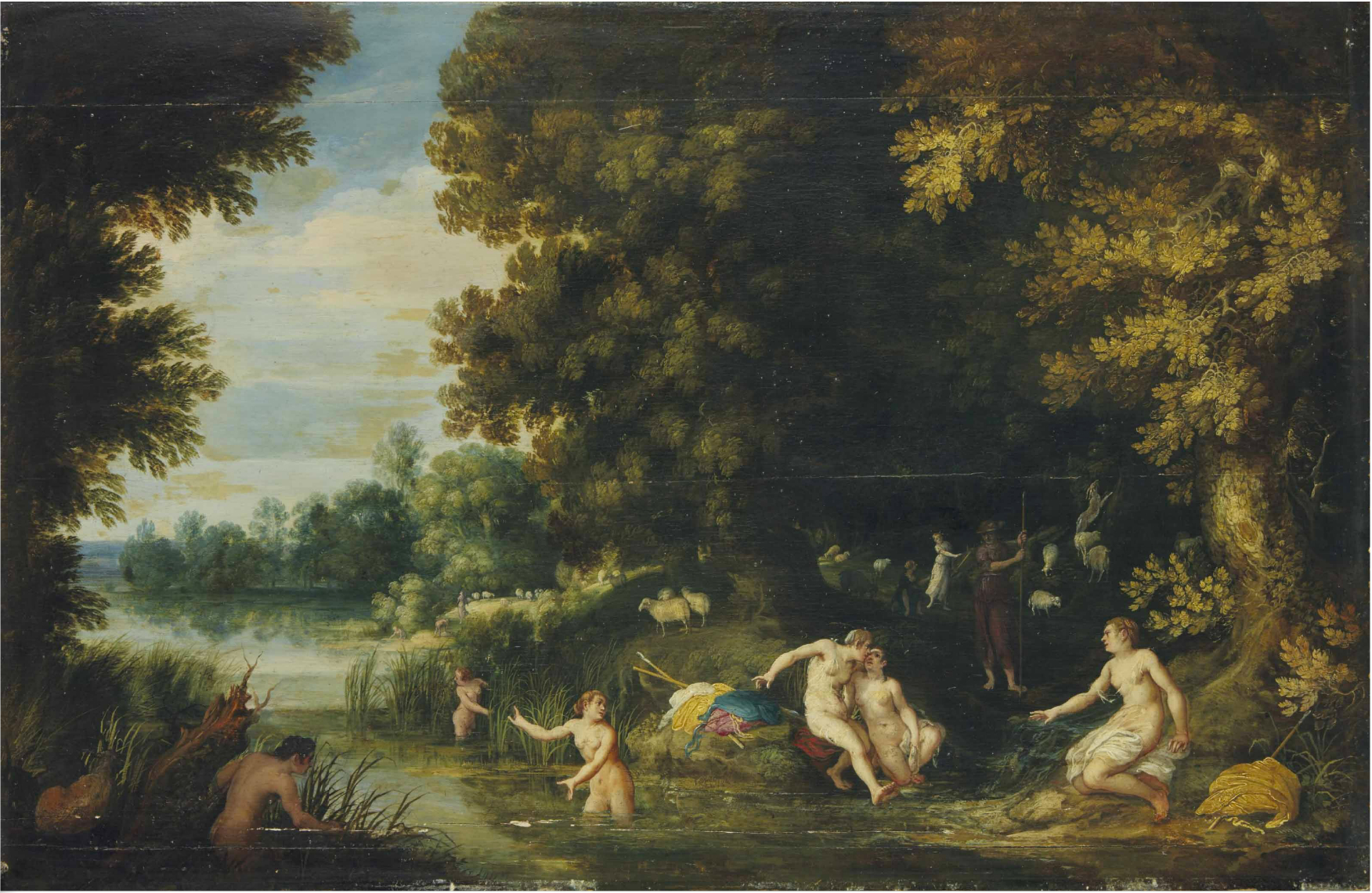